# Кнорринг, Франс Петер фон
Франс Петер фон Кнорринг (фин. Frans Peter von Knorring, 6 октября 1792, Кумо, Великое герцогство Финляндское — 29 марта 1875, Финстрём, Великое княжество Финляндское) — финский священник и общественный реформатор Аландских островов. 

## Биография
Внук Франса Хенрика фон Кнорринга. С 1834 по 1875 годы был викарием в Финстрёме. Создал систему образования на Аландах, открыв в 1853 году школу в Годби. В учебный план школы были включены предметы, связанные с земледелием. Фон Кнорринг был человеком разносторонних знаний и публиковал книги по лингвистике, географии, педагогике и экономике. В 1868 году он основал первую газету на Аландских островах.
Одним из значимых произведений фон Кнорринга является Gamla Finland eller det fordna Wiborgska gouvernementet (1833) — описание географии, экономики и административного устройства Старой Финляндии.
В честь Франса Петера фон Кнорринга установлено два памятника: в Мариехамне и возле церкви в Финстрёме.